# Luca Kerber
Luca Kerber (* 10. März 2002 in Dillingen/Saar) ist ein deutscher Fußballspieler.

## Karriere
Nach seinen Anfängen in der Jugend des SSV Pachten wechselte er im Sommer 2016 in die Jugendabteilung des 1. FC Saarbrücken. Für seinen Verein kam er bis zum Saisonabbruch in Folge der COVID-19-Pandemie auf insgesamt drei Spiele in der A-Junioren-Bundesliga. In der Folgezeit wurde er in den Kader der 3. Liga-Mannschaft aufgenommen und kam dort auch zu seinem ersten Einsatz im Profibereich, als er am 9. Januar 2021, dem 18. Spieltag, bei der 0:1-Auswärtsniederlage gegen den SV Meppen in der Startformation stand. Kurz danach unterschrieb er seinen ersten Profivertrag bei seinem Verein. Im Sommer 2024 verlängerte er seinen auslaufenden Vertrag nicht und wechselte in die Bundesliga zum 1. FC Heidenheim.